# Huckleberry Finns äventyr (film, 1939)

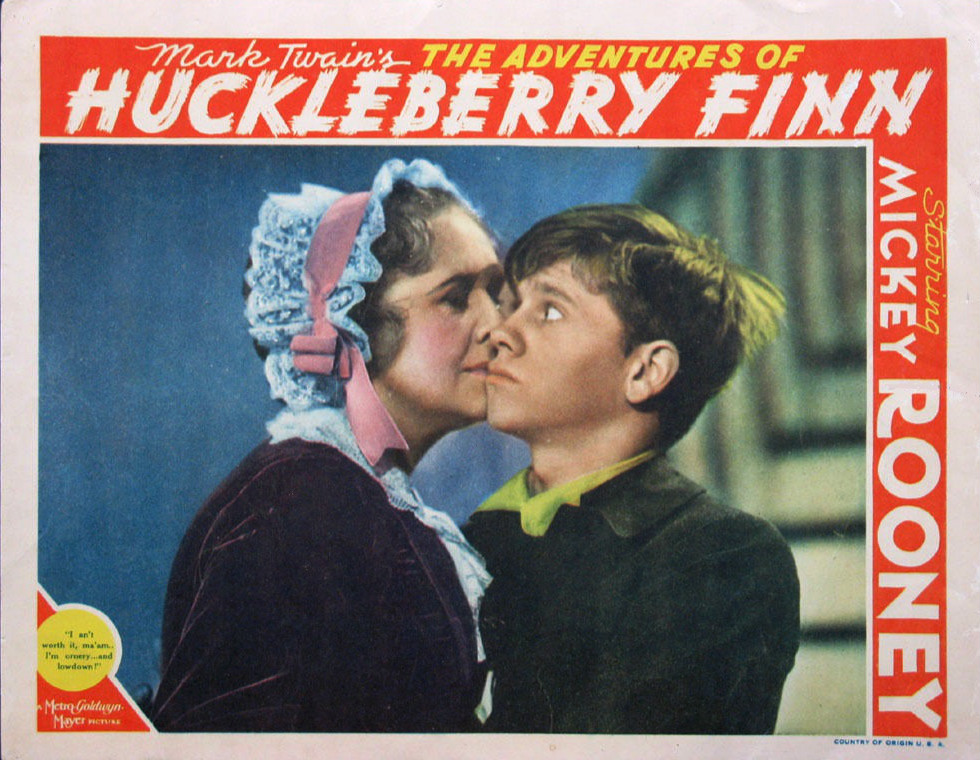
Filmaffisch

Huckleberry Finns äventyr (engelska: The Adventures of Huckleberry Finn) är en amerikansk äventyrsfilm från 1939 i regi av Richard Thorpe. Filmen är baserad på Mark Twains roman Huckleberry Finns äventyr från 1884. I huvudrollerna ses Mickey Rooney, Walter Connolly, William Frawley och Rex Ingram.

## Rollista i urval
- Mickey Rooney - Huckleberry Finn
- Walter Connolly - "Kungen"
- William Frawley - "Hertigen"
- Rex Ingram - Jim
- Lynne Carver - Mary Jane
- Jo Ann Sayers - Susan
- Minor Watson - kapten Brandy
- Elisabeth Risdon - änkan Douglas
- Victor Kilian - "Pap" Finn
- Clara Blandick - Miss Watson